# استان عصیر
استان عصیر یک سکونتگاه مسکونی در عربستان سعودی است.